# Ruisseau de Saulces
Pour les articles homonymes, voir Saulces (homonymie).
La Saulces est une rivière française du département des Ardennes de la région Grand-Est, en ancienne région Champagne-Ardenne et un affluent droit de l'Aisne, c'est-à-dire un sous-affluent de la Seine par l'Oise.

## Géographie
De 29,5 kilomètres de longueur, le ruisseau de Saulces prend sa source entre les lieux-dits le Buchenet et la Mouilly, au sud de la commune de Faissault et juste au nord de Saulces-Monclin à 175 mètres d'altitude. Le ruisseau de Saulces passe à 200 m à l'est de Woinic et de l'aire de service des Ardennes au sud de l'autoroute française A34.
Le ruisseau de Saulces coule globalement du nord-est vers le sud-ouest.
Le ruisseau de Saulces conflue, en rive droite de l'Aisne, sur la commune de Rethel, à 73 mètres d'altitude.
Les cours d'eau voisins sont, dans le sens des aiguilles d'une montre, la Vence et la Foivre au nord-est, la Foivre au nord, l'Aisne au sud-est, au sud et au sud-ouest, la Vaux à l'ouest et le Plumion au nord-ouest et au nord.

### Communes et cantons traversés
Dans le seul département des Ardennes (08), le ruisseau de Saulces traverse les onze communes suivantes, dans le sens amont vers aval, de Faissault (source), Saulces-Monclin, Auboncourt-Vauzelles, Faux, Sorcy-Bauthémont, Alland'Huy-et-Sausseuil, Amagne, Coucy, Doux, Thugny-Trugny, Rethel (confluence).
Soit en termes de cantons, le ruisseau de Saulces traverse trois cantons, prend source dans le canton de Signy-l'Abbaye, traverse le canton d'Attigny, conflue dans le canton de Rethel, le tout dans les arrondissements de Rethel et de Vouziers.

## Hydronymie
Issu d’un indo-européen sal, de salico en celte, sălix en latin, d’où est venu l’ancien français saulz, et salha en francique. Il est malaisé de déterminer lequel de ces mots est précisément à l’origine de l'hydronyme, même si le francique semble avoir supplanté les deux autres.

### Toponyme
Le ruisseau de Saulces a donné son hydronyme à la commune de Saulces-Monclin.

### Bassin versant
Le ruisseau de Saulces traverse une seule zone hydrographique Le ruisseau de Saulces de sa source au confluent de l'Aisne (exclu) (H127) pour une superficie de 80 km2. Le bassin versant est composé à 89,15 % de « territoires agricoles », à 5,80 % de « forêts et milieux semi-naturels », à 4,87 % de « territoires artificialisés ».

### Organisme gestionnaire
L'organisme gestionnaire est l'EPTB Entente Oise-Aisne, reconnue EPTB depuis le 15 avril 2010, sis à Compiègne. Le ruisseau de Saulces fait partie du secteur hydrographique de l'Aisne moyenne.

## Affluents
Le ruisseau de Saulces a un tronçon affluent référencé, en fait un bras :
- le Noue de Ruissort ou Noue de Rogissart (rg) 4,3 km, affluent et défluent donc un bras, sur les quatre communes de Seuil, Amagne, Coucy, Ambly-Fleury.

Le rang de Strahler est donc de deux.

## Pêche et AAPPMA
Le ruisseau de Saulces est couvert par deux AAPPMA des Saulces champenoises, sis à Attigny, et celle de Saulces Monclin, sis à Saulces-Monclin. C'est un cours d'eau de première catégorie,.

## Aménagements et écologie
Sur le cours du ruisseau de Saulces, on trouve de l'amont vers l'aval, les lieux-dits la Mouilly, la Fontaine du Bouillon, la Source de la Couleuvre, le Pont Thenau, le Batardeau, la Gravière, Derrière le Moulin, le Trou d'Ormigny, l'Étang de la Fontaine.